# Jeremy Taylor (biskop)

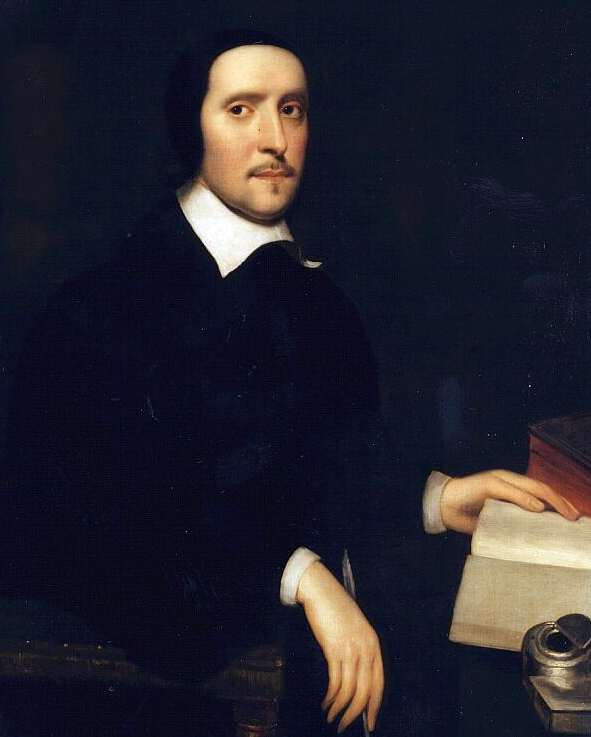
Jeremy Taylor.

Jeremy Taylor, född (döpt den 15 augusti) 1613 i Cambridge, död den 13 augusti 1667, var en engelsk präst. Han var en av Englands främsta prosaister under 1600-talet, dess förnämste predikant före Tillotson och en av dess mest europeiskt lästa uppbyggelseförfattare.
Taylor var först vikarierande predikant vid Sankt Paulskatedralen i London. Som sådan tilldrog han sig Lauds uppmärksamhet och utnämndes 1635 till fellow vid All Souls College i Oxford och 1638 till kyrkoherde i Uppingham samt gjordes av Laud till Karl I:s hovpredikant. Som sådan bekämpade han med sjudande iver den kalvinska puritanismen och försvarade det anglikanska kyrkoväsendet. Han åtföljde kungen under inbördeskriget. Tiden under och närmast efter detta krig blev för Taylor högst bekymmersam, och han satt flera gånger i fängelse. En tid fick han förvärva sitt uppehälle som privatkaplan på Golden Grove i Wales. Härunder skrev han sin berömda, på egna lidandeserfarenheter byggda Liberty of prophesying (1646), som blev liksom en programskrift för den högkyrkliga lösen "comprehension": vittfamnande tolerans i fråga om dogmatiska åskådningar och formuleringar, men krav på sträng konformitet i författning och kult. Det är oförnuftigt att föreskriva någon annan hans tro; vikten bör läggas på praktisk social och religiös verksamhet. I sitt eget arbete gav han exempel härpå; dogmatiskt var han halvt heretiker med sin närmast pelagianska arvsyndslära, men som huvuduppgift tog han att författa praktiska uppbyggelseskrifter. De främsta var The rule and exercises for holy living (1650) och The rule and exercises for holy dying (1651); de utövar än i dag på åtskilliga språk sitt inflytande. Taylor visar sig här påverkad av den då starka mystika strömningen i England. Genom Stuartarnas restauration förändrades hans ställning helt och hållet . År 1660 utnämnde Karl II honom till biskop i Down and Connor (Irland). År 1661 blev han vicekansler för universitetet i Dublin och medlem av Irlands Privy Council. Hans högkyrklighet gick ända till stor mottaglighet för romersk-katolska inflytanden, särskilt i hans asketisk-pastorala verksamhet. Hans mest betydande verk, The rule of conscience (1660), blev den engelska kyrkans omfångsrikaste kasuistik och fann sin största spridning i romersk-katolsk biktpraxis. Taylor drog sig inte heller för att översätta den spanske jesuiten Nierembergs verk till engelska. Även som biskop betonade dock Taylor alltid, att han var protestant; mot romanismens hotande frammarsch i England skrev han Dissuasive from popery (1664-67). S.T. Coleridge var starkt påverkad av Taylor. Hans samlade verk utgavs av biskop Reginald Heber 1822 (ny reviderad upplaga i 10 band 1847-54). Hans biografi skrevs av Edmund Gosse, "Life of Jeremy Taylor" (1904).